# 广阳战斗
广阳战斗，中国亦称广阳伏击战。是中国抗日战争中，中国国民革命军第八路军与日军的两次战斗。1937年10月，沿平汉铁路进攻的日军占领石家庄后，以第20、第109师团沿正太铁路西犯，企图配合沿同蒲铁路南犯的日军会攻太原。为支援国军保卫太原，八路军总部命令第115师师部率第343旅由五台地区南下，协同在正太铁路以南作战的八路军第129师侧击西犯日军。
林彪统一指挥所部及129师一部进行作战。11月2日，日军第20师团40旅团（旅团长山下奉文）79联队逼近昔阳城西马道岭，林彪指挥一个营节节阻击迟滞日军，掩护主力完成伏击部署，日军日行程仅7公里。11月4日，第一次广阳战斗。林彪指挥115师仅343旅在广阳至松塔镇地区伏击日军一个步兵大队和辎重大队，4小时歼灭日军近千人结束战斗，343旅伤亡200余人。
此次战斗八路军俘获中国抗日战场上第1名日军，缴获骡马700余匹，步枪300余支及大批军需物质。
11月7日，第二次广阳战斗。129师3个团于广阳以东护封村地区伏击日军20师团一个联队，1个小时歼灭日军250余人，日军余部据村坚守，所部退出战斗。

## 具体经过
在第一次广阳伏击后，日军进至松塔的两个联队于11月6日撤回广阳，接应由昔阳以西沾尚镇西进的后续部队。7日，八路军第129师第386旅旅长陈赓指挥所部及第385旅第769团，在第115师第343旅的配合下，再次于广阳以东地区设伏。17时许，当由沾尚镇西进的日军先头部队300余人进至大寒口、中山村、户封村伏击区时，设伏部队迅即发起攻击。日军据村顽抗，经一小时激烈战斗300多人被歼灭250余，不得不撤退。

## 影响
广阳地区两次伏击作战，八路军第115、第129师共歼日军千余人，迫使日军改道由广阳以北之上、下龙泉西犯，迟滞日军进攻太原的行动达一周之久，从而援助和掩护了防守娘子关地区的国民党友军的安全撤退。国民党第二战区前线总指挥卫立煌曾亲自拜会八路军总司令朱德表示感谢。